# Bjarne Bisgaard
Bjarne Bisgaard Larsen (* 1951) ist ein ehemaliger dänischer Basketballspieler.

## Werdegang
Bisgaard spielte von 1968 bis 1981 für den Stevnsgade Basketball Klub. Bereits in seiner zweiten Saison als Spieler von Stevnsgades Herrenmannschaft war er mit einem Wert von 15 Punkten je Begegnung der beste Korbschütze der Mannschaft. Seinen besten Punktedurchschnitt erreichte er 1973/74 (20,1). 1979 und 1980 gewann er mit der Mannschaft die dänische Meisterschaft, bei beiden Titelgewinnen war Bisgaard Stevnsgades Kapitän. Er nahm mit dem Verein am Europapokal der Landesmeister teil.
Für die dänische Nationalmannschaft lief Bisgaard in 54 Länderspielen auf.